# Alergia ao látex

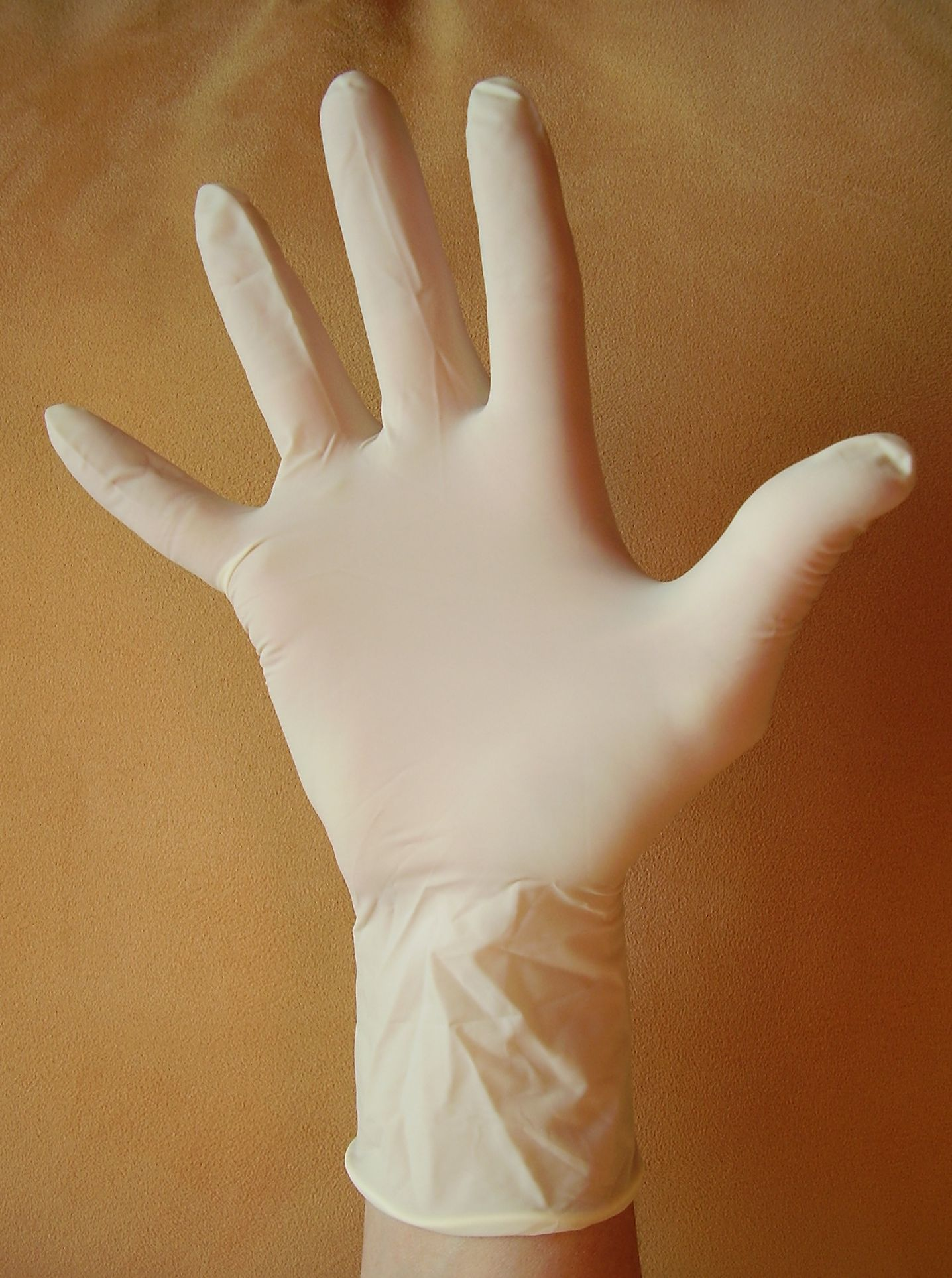
Diversos produtos médicos possuem látex, como as luvas descartáveis.

A alergia ao látex abrange uma variedade de reações alérgicas às proteínas presentes no látex de borracha natural. A alergia ao látex geralmente se desenvolve após a exposição repetida a produtos como luvas, sondas e roupas com látex. As membranas podem absorver as proteínas do látex e o sistema imunológico de alguns indivíduos suscetíveis produz células imunes e anticorpos contra essas proteínas antigênicas.
Como muitos produtos contêm borracha natural, incluindo solados de sapatos, elásticos, luvas de borracha, preservativos, bicos de mamadeira e balões, existem muitas rotas possíveis de exposição que podem desencadear uma reação. Produtos com borracha sintética, como poliisopreno ou poliuretano, não causam alergia, já que não contem a proteína alergênica Hevein.

## Tipos
A reação alérgica ao látex pode ser:
- Tipo 1: reação anafilática, a forma mais grave e menos comum.
- Tipo 4: dermatite de contato alérgica, reação da pele e mucosas.
- Dermatite de contato irritativa: Associada ao longo contato com a pele, a forma mais comum de alergia a látex.

## Síndrome látex-frutas
Pessoas com alergia ao látex também podem ter ou desenvolver reações alérgicas a proteínas Hevein-símile de algumas frutas, como kiwi, banana, ananás, melão e mamão.

## Epidemiologia
Quase 10% dos seringueiros e trabalhadores da indústria do látex que estão expostos por longos períodos a grandes quantidades de látex desenvolvem uma reação alérgica eventualmente. Do mesmo modo, entre 4 e 17% dos profissionais de saúde desenvolvem dermatite de contato irritativa ao látex.

## Alternativas
Alternativas ao látex incluem:
- Borrachas sintéticas (como elastano, neoprene, nitrila) e látex de poliisopreno sintetizado artificialmente, que não contêm as proteínas da árvore Hevea brasiliensis.
- Produtos feitos a partir de emulsões de borracha natural de guaiúle, que também não contêm as proteínas da seringueira Hevea, e não causam alergia em pessoas sensibilizadas às proteínas da Hevea.[5][6][7]
- Materiais alternativos como o látex de borracha natural Vytex, que reduzem a exposição aos alérgenos do látex, mas mantêm as propriedades da borracha natural; eles são feitos usando tratamento químico para reduzir a quantidade de proteínas antigénicas no látex de seringueira.
- Poliuretano.

Algumas pessoas são tão sensíveis que ainda podem ter reações a produtos de substituição feitos de materiais alternativos. Isto pode ocorrer quando os produtos alternativos são fabricados nas mesmas instalações que os produtos que contêm látex, deixando vestígios de látex de borracha natural nos produtos sem látex.